# Pello Ruiz Cabestany
Pello Ruiz Cabestany (født 13. marts 1962 i San Sebastián) er en tidligere spansk professionel landevejscykelrytter.